# نيكولاي بافلوفيتش إجناتييف
الكونت نيكولاي بافلوفيتش إجناتييف (تهجئة تاريخية Nicolai Ignatieff ؛ (الروسية: Никола́й Па́влович Игна́тьев). (29 يناير) 1832   - 20 يونيو أسلوب قديم (3 يوليو) 1908) رجل دولة ودبلوماسيًا روسيًا.

## النشأة والمسيرة العسكرية
ولد نيكولاي إجناييف في سان بطرسبرج، إلى ماريا إيفانوفنا مالتسوفا والنقيب بافل نيكولاييفيتش إجناتييف. كان والده محظيًا عند القيصر نيكولاس الأول بسبب إخلاصه خلال ثورة الديسمبريين عام 1825، كان الدوق الأكبر ألكساندر (لاحقاً القيصر ألكسندر الثاني) راعي معمودية الصبي. بعد تخرجه من فيلق باج في سن السابعة عشرة أصبح ضابطًا في الحرس الروسي، يخدم مع فوج حرس الهوسار. ثم تم تعيين إجناتييف في هيئة الأركان العامة وأصبح المعاون للقيادة العامة في المنطقة العسكرية الإستونية، وتمت ترقيته إلى رائد عام 1856. خلال مسيرة إجناتييف اللاحقة كان على خلاف مع الكونت بيوتر شوفالوف أخد خريجي فيلق باج.

## المسيرة الدبلوماسية والمشاركة فياللعبة الكبرى
بدأ مسيرة إجناتييف الدبلوماسية في مؤتمر باريس عام 1856 بعد حرب القرم، حيث شارك في المفاوضات المتعلقة بترسيم الحدود الروسية العثمانية على نهر الدانوب السفلي. ثم تم تعيينه ملحقًا عسكريًا في السفارة الروسية في لندن لفترة قصيرة، فوفقًا لمذكرات «خمسون عاما من الخدمة» التي كتبها ابن أخته أليكسي أليكسييفتش الكونت إجناتييف، وضع نيكولاي إجناتييف بجيبه عن غير قصد خرطوشة مطورة حديثًا حين تفقد أعمال الذخائر من الجيش البريطاني، وعاد إلى روسيا من أجل تجنب الحرج الدبلوماسي.

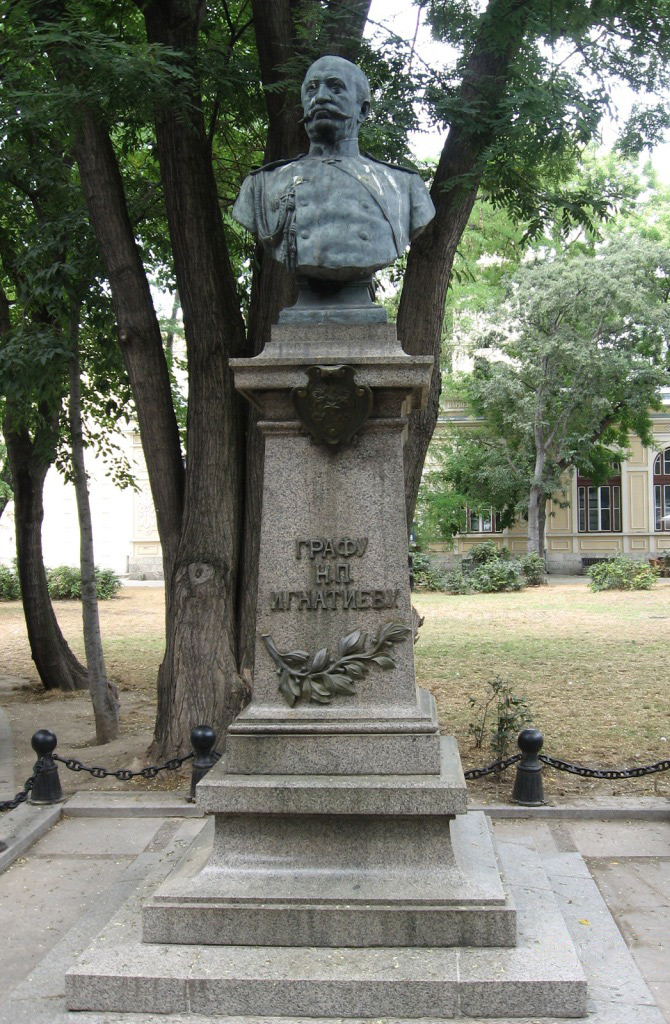
نصب تذكاري في فارنا ، بلغاريا

بعد ذلك بعامين تم إرساله بمرافقة صغيرة في مهمة خطيرة إلى ولايات خيوة وبخارى في آسيا الوسطى. وضع خان خيوة خطة لاعتقاله كرهينة، لكنه استعصى على الخطر وعاد بأمان بعد إبرام معاهدة صداقة مع أمير بخارى.
كان الاستغلال الدبلوماسي المقبل لإجناتييف في الشرق الأقصى، حيث كان مفوضاً لدى محكمة بكين عندما روعت حكومة تشينغ الصينية من تقدم الحملة الإنجلو - فرنسية عام 1860 وحرق القصر الصيفي في حرب الأفيون الثانية، عمل على خوفهم بشدة لدرجة أنه في اتفاقية بكين حصل على منشوريا الخارجية لصالح روسيا  - ليس فقط الضفة اليسرى لآمور، الهدف الأصلي للبعثة، ولكن أيضا على كثير من الأراضي وساحل البحر جنوب ذلك النهر الذي سيصبح المقاطعة البحرية الروسية. انظر ضم آمور.

## البلقان
أثبت نجاح إجناتييف قدرته على التعامل مع «الشرقيين» ومهد طريقه إلى منصب السفير في القسطنطينية (إسطنبول) الذي شغله من 1864 إلى 1877. كان هدفه الرئيسي آنذاك تحرير الجنسيات المسيحية بشكل عام والبلغاريين على وجه الخصوص من الهيمنة العثمانية وجعلهم تحت تأثير روسيا (انظر أيضا الإكساركية البلغارية ومؤتمر القسطنطينية). وقد توجت نشاطاته المضطرب في هذا المجال، كشخصية شبه رسمية وسرية في الحرب الروسية التركية من 1877وفي ختامها تفاوض مع المفوضين العثمانيين معاهدة سان ستيفانو. وبما أن الحرب التي بذل الكثير لتحقيقها لم تؤمّن في نهاية المطاف مزايا روسية تتناسب مع التضحيات التي ينطوي عليها الأمر، فقد وقع الشقاق بينه وبين ألكسندر الثاني جزئياً بسبب جهود الكونت بيوتر شوفالوف وتقاعد من الخدمة الفعلية. بعد ذلك بوقت قصير تم تعديل معاهدة سان ستيفانو من خلال معاهدة برلين 1878 ، التي وقعتها نيابة عن روسيا الكونت بيوتر شوفالوف.
على الرغم من أن الكونت إجناييف ظل يحظى بشعبية كبيرة في بلغاريا وكان يعتبره البعض المناسب للعرش البلغاري، فقد مُنح العرش في نهاية المطاف الأمير فيرديناند من ساكس كوبورغ عدوه الشخصي.

## في وقت لاحق
في هذه الأثناء، شغل الكونت إجناتييف منصب حاكم نيغني نوفغورود، حيث كان له الفضل في توسعة مهرجان ماكارييف. بعد وقت قصير من تولي ألكسندر الثالث في عام 1881، تم تعيينه وزيرًا للداخلية باعتبار أنه سينفذ سياسة قومية رجعية، بعد فترة من أعمال الشغب اللاسامية العنيفة والمدمرة والمعروفة باسم المذابح التي اتهم البعض إجناتييف بإثارتها، أصدر «قوانين مايو» سيئة السمعة في مايو 1882. وتشير مصادر أخرى إلى أنه قد اتبع في الواقع سياسة حكومية (لا تُنفذ دائماً من قبل السلطات المحلية) للقمع الصارم لمثيري الشغب وحماية السكان اليهود: 
 قرر نيكولاي إغناتييف، الذي تم تنصيبه كوزير للداخلية في مايو 1881، سياسة القمع الصارم، على الرغم من صعوبة ذلك بسبب الطابع غير المتوقع لتفشي المرض وقواته المحدودة. ومع ذلك، أمر رجاله بإطلاق النار على مثيري الشغب. في مدن بوريسوف و Nezhin أدى ذلك إلى الوفيات. في كييف، تم إجراء 1400 اعتقالات. شعر الكثيرون في الحكومة أن هذا لا يزال غير كافٍ. كتب قائد الشرطة في كييف اعتذاريًا إلى القيصر بأن المحاكم العسكرية المحلية كانت متساهلة جدًا مع المشاغبين. كتب ألكسندر الثالث في الهامش: «هذا أمر لا يغتفر!» 
 تقاعد من منصبه في يونيو 1882، وتشمل التفسيرات أنه يشتبه في عدم الأمانة أو الابتزاز، أو أن القيصر خشى من أنه كان ينوي تقديم حكومة دستورية بإحياء زيمسكي سوبور (البرلمان). كان يشار إليه باسم «اللورد كذاب»، وقد اقترح سيمون صباغ مونتيفيوري أنه قد عانى من متلازمة مونخهاوزن. بعد ذلك الوقت لم يمارس أي تأثير مهم في الشؤون العامة وتُوفي عام 1908.
شغل ابن إغناتييف، الكونت بافل إغناتييف منصب وزير التعليم الأسبق في عهد القيصر نيقولا الثاني وانتقل بعد ذلك إلى كندا، ووُلد حفيده جورج إجناتييف في روسيا وأصبح دبلوماسيًا كنديًا، وكان حفيده مايكل إجناتييف زعيمًا للحزب الليبرالي في كندا في الفترة من 2008 إلى 2011.

## تشريفات
- يسمى شارع المشاة التجاري في وسط مدينة صوفيا عاصمة بلغاريا، شارع جراف إجناتييف أي الكونت إجناتييف المعروف شعبيا ببساطة باسم Grafa «الكونت».
- كما تم تسمية القرى البلغارية غراف إغناتيفو في مقاطعة بلوفديف وإغناتييفو في مقاطعة فارنا على شرفه.
- يدعى جبل إجناتييف الواقع في منطقة أرض غراهام في القارة القطبية الجنوبية باسم نيكولاي إجناتييف.

## روابط خارجية
- نيكولاي بافلوفيتش إجناتييف على موقع الموسوعة البريطانية (الإنجليزية)